# Bayungu
Bayungu är ett australiskt språk som talades av 6 personer år 1981. Bayungu talas i Väst-Australien. Bayungu tillhör de pama-nyunganska språken.